# Jens Albinus
Jens Albinus, född den 3 januari 1965 i Bogense, är en dansk skådespelare. Han spelar bland annat huvudrollen som Hallgrim Ørn "Örnen" Hallgrimsson i TV-serien Örnen. 

## Filmografi (urval)
- 1998 - Idioterna
- 2000 - Dancer in the Dark
- 2000 - Bänken
- 2002 - At kende sandheden
- 2003 - Krönikan (TV-serie)
- 2004–2006 – Örnen (TV-serie)
- 2007 - Direktören för det hele
- 2013 – Borgen (TV-serie)
- 2013 – Nymphomaniac
- 2015 – Idealisten
- 2015 – Deutschland 83 (TV-serie)
- 2018 - X & Y